# 陳起 (南唐)
陳起，五代十国南唐官员，蕲州（今湖北省蕲春县西南）人。
陳起性情剛正，尤其讨厌妖異。昇元年间，中進士，出任黄梅县令。黄梅縣境獨木村有諸佑，有左道，自称几代不吃肉，能使富者貧，貧者富，百姓很多人跟从他。开始有數十人，數年后，达數百人，不分男女，夜行晝伏，盜物取财。他们都说諸佑有神術，能升空，入水火。州縣不敢問。陳起到官，县人相賀，只有諸佑不至。陳起按户籍，以諸佑爲里正，諸佑不服，说：「我要弄斷县令的頭！」陳起派巡檢使周鄴出兵捕獲诸佑等人。搜其家，发现乘輿服器，于是斬杀。周鄴想要宽免其婦女、童稚，陳起不同意：「他们都是瀆亂人倫，不可让他有遺育。」全部斬杀。陳起于是知名，官至監察御史，去世。